# Liste der Bodendenkmale in Rohrsen
In der Liste der Bodendenkmale in Rohrsen sind die Bodendenkmale der niedersächsischen Gemeinde Rohrsen aufgeführt. Die Quelle ist der Denkmalatlas Niedersachsen. 

Rohrsen im Landkreis Nienburg

Der Stand der Liste ist der 13. Januar 2025.

## Allgemein
In den Spalten finden sich folgende Informationen des Bodendenkmales:
Lagegeographische Koordinaten
BezeichnungBezeichnung lt. Denkmalatlas
BeschreibungBeschreibung lt. Denkmalatlas
IDObjekt-ID
BildBild, ggf. zusätzlich mit Link zu weiteren Fotos im Medienarchiv Wikimedia Commons.

## Rohrsen
| Lage                        | Bezeichnung           | Beschreibung | ID       | Bild |
| --------------------------- | --------------------- | --- | -------- | ---- |
| 52° 42′ 59″ N, 9° 13′ 45″ O | Rohrsen 10, Schanze   | Schanzenrest von etwa quadratischer Form. Seitenlänge ca. 40 m, Höhe ca. 5 m. Oben im Norden, Osten und Süden eine schwache Umwallung. Vor allem die westliche Seite wurde durch teilweise älteren Sandabtrag gestört. Die Forschung geht davon aus, dass die Schanze 1640 durch die Schweden erbaut und mit 25 Musketieren besetzt wurde. Nach deren Abzug offen gelassen, später unter dem Calenberger Herzog Johann Friedrich in der Zeit 1675 – 1679 wieder hergestellt und erweitert sowie mit Kanonen bestückt. | 36207787 |      |
| 52° 42′ 55″ N, 9° 14′ 58″ O | Rohrsen 18, Grabhügel | Durchmesser ca. 19 m und Höhe ca. 0,8 m, annähernd rund. | 36259682 | BW   |
| 52° 43′ 13″ N, 9° 15′ 6″ O  | Rohrsen 51, Grabhügel | Durchmesser ca. 12 m und Höhe ca. 0,8 m, Kuppe hochgewölbt, mit unregelmäßiger Oberfläche, auf einer Düne gelegen, Ränder gut abgesetzt. | 49897370 | BW   |

### Gadesbünden 33
- ID:39146697
- Gruppe von 21 Grabhügeln (davon vier in der Gmkg. Rohrsen) mit 10 – 30 m Dm. und 0,6 – 2,5 m H., überwiegend gut erhalten.

| Lage                       | Bezeichnung | Beschreibung                                                          | ID       | Bild |
| -------------------------- | ----------- | --------------------------------------------------------------------- | -------- | ---- |
| 52° 43′ 9″ N, 9° 15′ 25″ O | Rohrsen 21  | Durchmesser ca. 10 m und Höhe ca. 0,6 m, Kuppe verflacht, eingesenkt. | 36381503 | BW   |
| 52° 43′ 8″ N, 9° 15′ 25″ O | Rohrsen 22  | Durchmesser ca. 12 m und Höhe ca. 0,8 m, annähernd rund.              | 36260994 | BW   |
| 52° 43′ 7″ N, 9° 15′ 23″ O | Rohrsen 23  | Größe ca. 15 × 11 m und Höhe ca. 1,1 m.                               | 36260933 | BW   |
| 52° 43′ 6″ N, 9° 15′ 23″ O | Rohrsen 24  | Durchmesser ca. 14 m und Höhe ca. 1 m.                                | 36260884 | BW   |